# Jeune Femme se poudrant (Seurat)
Pour les articles homonymes, voir Jeune Femme se poudrant.
Jeune femme se poudrant est une peinture réalisée en 1889-1890 par le peintre français Georges Seurat.   L'œuvre met en scène sa maîtresse Madeleine Knobloch.

## Historique
Seurat a gardé secrète sa relation avec son modèle Knobloch. Leur relation était dissimulée lorsque la toile a été exposée en 1890.
Avant que la peinture ait été montrée publiquement, on pense que le cadre sur le mur représentait un miroir ou un autoportrait, montrant Seurat lui-même. Sur les conseils d'un ami, Seurat l'a peint à l'extérieur. 
La peinture fait partie de la collection de la Courtauld Gallery.